# Черновка (Кочковський район)
Черновка (рос. Черновка) — село у Кочковському районі Новосибірської області Російської Федерації.
Входить до складу муніципального утворення Черновська сільрада. Населення становить 1198 осіб (2010).

## Історія
Згідно із законом від 2 червня 2004 року органом місцевого самоврядування є Черновська сільрада.

## Населення
| 2002 | 2007  | 2010  |
| ---- | ----- | ----- |
| 1212 | ↗1251 | ↘1198 |